# Martinšćica
Martinšćica (italsky San Martino di Cherso) je vesnice a přímořské letovisko v Chorvatsku v Přímořsko-gorskokotarské župě. Nachází se na ostrově Cres a je součástí opčiny města Cres. V roce 2011 zde žilo celkem 132 obyvatel.
Sousedními vesnicemi jsou Miholašćica a Vidovići.